# Sympiesis gracillariae
Sympiesis gracillariae är en stekelart som först beskrevs av Victor Toucey Chambers 1872.  Sympiesis gracillariae ingår i släktet Sympiesis och familjen finglanssteklar. Inga underarter finns listade i Catalogue of Life.